# ビッグ・テック

Google、Amazon、Apple、Meta、マイクロソフトのロゴマーク

ビッグ・テック（Big Tech）、テック・ジャイアンツ（Tech Giants）は、世界規模で支配的な影響力を持つ巨大IT企業群の通称である。一般的にはAlphabet、Amazon.com、Apple、Meta、マイクロソフトの5社を指す。

## 定義と該当企業
ビッグ・テックは、より限定したグループに分類されることが多い。以下がその代表的な例である。基本的にGoogleの親会社であるAlphabetは「G」、Meta（旧Facebook）は「F」と略されるが、 名称を変更するべきだという意見もある。

### ビッグフォー
ビッグフォー（Big Four）は、Alphabet、Amazon、Meta、Appleの4社で構成され、頭文字をとってGAFA（ガーファ）とも呼ばれる。作家のフィル・サイモン (Phil Simon) とニューヨーク大学教授のスコット・ギャロウェイ (Scott Galloway) は、オンライン活動における支配力と役割を通じて社会の大きな社会変革を牽引してきたことが、MicrosoftやIBMのような他の大規模なIT企業とこれら4社の違いであるとしている。Googleの元CEOであるエリック・シュミットは、「マイクロソフトは消費者の心の中で消費者革命を推進していない」として、マイクロソフトをこのグループから除外している。

### ビッグファイブ
ビッグファイブ（Big Five）は、ビッグフォーの4社（Alphabet、Amazon、Meta、Apple）にMicrosoftを追加した5社で構成され、GAFAM（ガーファム）とも呼ばれる。これら5社は2000年代末以降、サウジアラムコを除けば、世界で最も時価総額の高い公開企業5社であり、それぞれの最大時価総額は約5,000億ドルから約2兆ドルにも及ぶ。トゥールーズ大学教授のニコス・スミルナイオスは、「資本主義の文脈の中で市場力や金融力を集中させ、特許権や著作権を利用することで、インターネットの支配権を握っているように見える寡占企業だ」とこれら5社の特別性を指摘した。

### FANG、FAANG、MAMAA
FANGは、Facebook、Amazon、Netflix、Googleの頭文字をとった造語で2013年にCNBCのテレビ番組「Mad Money」の司会者であるジム・クレイマーが作った。クレイマーはこれらの企業を「各市場で完全に支配的な企業」と呼んだ。RealMoney.comのクレイマーの同僚、ボブ・ラングによると、クレイマーはこの4社がベアマーケットに「本当に食い込む」態勢を整えていると考え、この頭文字に2つの意味を持たせたという。
クレイマーは2017年にAppleをその収益からFortune 50に入る可能性のある企業として他の4社に加えFANGをFAANGに拡大した。2021年10月にFacebook, Inc.がMeta Platforms Inc.に社名変更した後、CramerはFAANGをMAMAAに置き換えることを提案した。これは、Netflixの評価が彼の頭字語に含まれる他の企業に追いついていなかったため、5社の中でNetflixをMicrosoftに置き換えることを含む。Microsoftを加えた新しい5社の時価総額はそれぞれ少なくとも9000億ドルで、Metaのブランド変更時のNetflixの3100億ドルと比べた。
2021年11月、The Motley FoolはMAMAAとFAANGをパロディ化し、Microsoft、Apple、Netflix、Alphabet、Meta、Amazon、NVIDIA、Adobeを含むMANAMANAという略語を考え出した。

### NYSE FANG+指数
NYSE FANG+（ファングプラス）指数は、現在Meta、Apple、Amazon、Netflix、Alphabet、Tesla、Microsoft、AMD 、Snowflakeで構成される。当初はMeta、Apple、Amazon、Netflix、Alphabet、NVIDIA、テスラ、Twitter、アリババ、百度の10社で構成された株価平均型株価指数である。インターコンチネンタル取引所で株価指数先物取引が行われている。「iFreeNEXT FANG＋インデックス」などの投資信託が存在する。Microsoftが含まれていない一方で、GAFAMと比較して規模がやや小さいテスラやTwitter、アメリカで上場している中国企業のアリババや百度が含まれていた。テンセントはアメリカで上場していないので含まれない。
2021年12月にTwitterが除外されMicrosoftに、2022年12月に百度、アリババが除外されAMD、Snowflakeへ組入銘柄が入れ替えられた。

### マグニフィセント・セブン
マグニフィセント・セブン (Magnificent Seven)は、ビッグ・ファイブにNVIDIA、テスラを加えた7社で構成される。これら7社は2024年2月時点でS&P500種指数の時価総額の28.6%を占めている。一部の専門家の間ではテスラが業績で苦戦しているため、マグニフィセント・セブンから外される可能性が取り沙汰されている。

### BAT
BAT（バット）は、百度、バイトダンス、アリババ、テンセントの4社で構成される。近年ではアメリカのGAFAやFANGに対抗し、中国の4大IT企業を指す言葉として、Huaweiを加えたBATH（バス）、Xiaomiを加えたBATX（バットエックス）、京東商城を加えたBATJ（バットジェイ）が用いられることもある。この言葉は日本ではまだ馴染みが薄く、多用されることは少ないが、近年は新聞やテレビなどの主要メディアでも使用される機会が増えている。LINEとZホールディングスの経営統合にも、GAFAとともに影響を与えたとされ、日本国内の大企業にも影響を与えている。

### G-MAFIA BAT
G-MAFIA BAT（ジーマフィア・バット）は、アメリカのAlphabet、Microsoft、Amazon、Meta、IBM、appleに、中国の百度、アリババ、テンセントを加えた9社で構成され、ビッグ・ナイン (Big Nine) とも呼ばれる。2010年代末の世界的に最も価値のある公開企業トップ10に中国のIT企業であるアリババとテンセントがランクインし、スミルナイオスは2016年に「アジアの巨大企業であるサムスン電子、アリババ、百度、テンセントは定義に含めることができる、あるいは含めるべきだ」と主張している。サムスン電子は携帯電話市場で圧倒的な存在感を示しているものの、現在はGoogleが大きな影響力を持つAndroidのエコシステムに依存しているため、G-MAFIA BATの定義に含まれていない。

### MATANA
マイクロソフト、Amazon.com、テスラ、Alphabet、NVIDIA、Appleで構成される。レイ・ワンが初めて提唱した。

### その他
2019年にフォーブスが発表した年間売上高、利益、資産、時価総額、総合的な市場評価に基づくグローバル2000リストでは、Apple、Google、Facebook、Microsoftに加えて、サムスン電子、インテル、IBM、シスコシステムズ、テンセント、オラクルが世界のIT企業のトップ10にランクインしている。

## 市場支配
| 順位 | 企業名                               | 時価総額 （兆US$） | 国             |
| ---- | ------------------------------------ | ------------------ | -------------- |
| 1    | Apple                                | 3.535              | アメリカ合衆国 |
| 2    | マイクロソフト                       | 3.370              | アメリカ合衆国 |
| 3    | NVIDIA                               | 3.179              | アメリカ合衆国 |
| 4    | Alphabet                             | 2.296              | アメリカ合衆国 |
| 5    | Amazon.com                           | 2.023              | アメリカ合衆国 |
| 6    | サウジアラムコ                       | 1.817              | サウジアラビア |
| 7    | Meta                                 | 1.265              | アメリカ合衆国 |
| 8    | 台湾積体電路製造                     | 0.971              | 台湾           |
| 9    | バークシャー・ハサウェイ             | 0.916              | アメリカ合衆国 |
| 10   | イーライ・リリー・アンド・カンパニー | 0.916              | アメリカ合衆国 |

ビッグ・テックは、NASDAQの株価指数のトップで、21世紀最初の10年間のエクソンモービル、BP、ガスプロム、中国石油天然気、ロイヤル・ダッチ・シェルなどのビッグ・オイル（エネルギー・ジャイアンツ）に取って代わった。ディズニー、AT&T、コムキャスト、21世紀フォックスなどのビッグ・メディアを10倍も上回る。2017年、アメリカのIT大手5社の評価額は合計で3.3兆ドルを超え、NASDAQ100指数の価値の40％以上を占めていた。
Amazonは、電子商取引の分野では圧倒的な市場リーダーであり、オンライン販売の50%がこのプラットフォームを利用している。クラウドコンピューティングの市場シェアは32%近く、Twitchによるライブストリーミングの市場シェアは75.6%である。さらに、人工知能ベースのパーソナル・デジタル・アシスタントとスマートスピーカー (Amazon Echo ) の分野でも市場シェア69パーセント (%) で市場をリードしており、Google (Google Home) が25%のシェアで続いている。 
Meta (Facebook) は、ソーシャルネットワーキングサービス (Facebook)、オンライン画像共有サービス (Instagram) やオンラインメッセージャー (WhatsApp・Messenger) の機能を独占している。Alphabet、Meta、Amazonはデジタル広告の「ビッグ・スリー」と呼ばれている。 
Appleは、利益率の高いスマートフォンやその他の家電製品を販売しており、モバイルOSの分野ではGoogleと複占状態にある。市場シェアの27％はApple (iOS)、72％はGoogle (Android) に属している。 
Alphabet (Google) は、オンライン検索（Google 検索)、オンラインビデオ共有 (YouTube)、オンライン地図ベースのナビゲーション（Google マップ）でトップに立っている。 
Microsoftは、デスクトップオペレーティングシステムの市場シェア (Microsoft Windows ) とオフィス生産性ソフトウェア (Microsoft Office ) で、引き続き圧倒的なシェアを誇っている。クラウドコンピューティング業界ではAmazonに次ぐ第2位の企業 (Microsoft Azure ) であり、ビデオゲーム業界でも巨大ブランド (Xbox ) を持つ。 

## 出現の要因
2016年にニコス・スミルナイオスは「GAFAの出現には、メディアと情報技術の収束理論、金融化、経済規制緩和、グローバリゼーションの4つの特徴が鍵を握っていた」と主張した。ニコラス・ネグロポンテのような人々による技術の融合の推進によって、インターネットが寡占化していくことに信憑性があり、望ましいと思われるようになったと主張した。自動規制と政治家がソフトウェアの問題を理解することの難しさが、独占に対する政府の介入を効果的ではないものにした。金融規制緩和がGAFAの大きな利益率につながった。スミルナイオスによると、Amazonを除く4社は2014年に約20 - 25％の利益率を誇っていた。 

### グローバル化
スミルナイオスによると、グローバル化によってGAFAMはグローバルな課税負担を最小限に抑え、国際労働者に米国で必要とされるよりもはるかに低い賃金を支払うことができるようになった。 

### 寡占の維持
2016年にスミルナイオスは「GAFAは、データセンター、インターネット接続、スマートフォンなどのコンピュータハードウェア、オペレーティングシステム、Webブラウザなどのユーザーレベルのソフトウェア、オンラインサービスの6つの垂直レベルのパワーを組み合わせている」と主張した。電子メール、インスタントメッセージング、オンライン検索、ダウンロード、ストリーミングなどの多様なサービスがGAFAのいずれかのメンバー内で内部的に結合される水平集中型のパワーについても論じた。 

## 独占禁止法の調査

### アメリカ
2019年と2020年にビッグ・テック業界は、米国司法省と連邦取引委員会から、過去の買収や潜在的な反競争的慣行に関する情報提供を求める要請を含む反トラストの注目の的となった。大統領選に立候補している民主党の候補者の中には、ビッグ・テック企業を解体して公益事業として規制する計画を提案している者もいる。"連邦取引委員会 (FTC) のジョセフ・サイモンズ委員長は、「経済と私たちの生活におけるテクノロジーの役割は、日に日に重要性を増している」「これまでも述べてきたように、消費者が自由で公正な競争から利益を得ることを保証するために、テクノロジー市場を綿密に調査することは理にかなっている」と語った。 
独占禁止法の精神は、市場で独占力を持つ企業や、団結してカルテルのような市場行動をとる企業による反競争的な行動から消費者を保護することである。独占またはカルテルの結託は、消費者にとって市場に不利益をもたらしうる。しかし、独占禁止法は、意図的な独占と、ビジネスの成功の結果として純粋に独占的な立場にいる企業とを明確に区別している。 独占禁止法の目的は、意図的に独占力を生み出す企業を阻止することである。 
消費者福祉は、大企業が自動的に競争に有害であるという仮定ではなく、あらゆる独占禁止法行為の中核的な考慮事項であるべきである。消費者福祉基準は、消費者への影響や経済効率を適切に考慮しているため、独占禁止法施行における「正当な理由」として機能する。これまでのところ、消費者福祉に害があったことは明らかではなく、多くのテクノロジー企業は技術革新を続け、消費者に真の利益をもたらしている。   
独占禁止政策の議論は、この法律の広く誤解されている分野に関する一般的な神話によって曇らされていることが多い。例えば、1890年のシャーマン独占禁止法は、独占的な商習慣、具体的に貿易や商業を制限する契約を犯罪化している。同時に、シャーマン法は、消費者から誠実な利益を得る合法的に成功したビジネスを有機的に創造することを可能にしている。シャーマン法の主な機能は、競争の激しい市場を維持することである。ビッグ・テック企業は大企業であり、成功しているが、成功だけでは独占禁止法違反の理由にならない。独占禁止法の正当な違反は、企業に対する訴訟の原因にならなければならない。独占禁止法は、たとえその成功が市場の支配につながったとしても、Googleのような普遍的に人気のある検索エンジンを開発した企業を非難するものではない。重要なのは、独占がどのようにして得られたか、あるいは維持されたかということであり、単なるその存在ではない。   
反競争的な行為と疑わしいオンライン・プライバシー慣行との間の相関関係も明確ではない。独占禁止法は、競争過程そのものを害するような商行為から消費者を保護するように狭義に設定されている。しかし、プライバシーに関連した疑わしい行為については、オンライン・プライバシー法の独自の規制枠組みが必要となる場合がある。

### ヨーロッパ
2020年6月に欧州連合 (EU) は、Appleによる慣行に関する2つの独占禁止法調査を新たに開始した。1つ目の調査では、Appleが市場での圧倒的な地位を利用して、Appleの音楽や書籍のストリーミングサービスを利用して競争を圧迫しているかどうかなどの問題に焦点を当てている。第2回目の調査では、Appleのデバイスを使って実店舗の業者に支払いができるようにするApple Payに焦点を当てている。Appleは、銀行などの金融機関がiPhoneの近距離無線周波数技術を利用することを制限している。   
欧州委員会のマルグレット・ベスターガー競争担当委員によると、ハイテク企業による反競争的な行為を抑止するためには、罰金は不十分である。ヴェスタガー委員は、「罰金は効果がない。また、罰金は過去の違法行為に対する罰であるため、罰金だけでは十分ではない。私たちの決定にもあるのは、将来のために変わらなければならないということです。やっていることをやめなければならないということです。」と述べた。

## 批判
スコット・ギャロウェイは、これらの企業を「租税回避、プライバシーの侵害、雇用の破壊」と表現し、ニコス・スミルナイオスは、「反競争的な慣行、増大し続ける資金力、知的財産権法によってオンライン市場を支配するようになった寡占企業」「現在の状況は、経済の規制緩和、グローバル化、そして政治家が技術の発展を理解し、それに対応することができなかった結果である」と主張している。スミルナイオスは、支配の方法を理解し、その支配への反対を促すためにその方法を批判するために、インターネットの政治経済学術的分析を発展させることを推奨した。 

### 外部生成コンテンツの利用
2019年5月9日、フランス議会は、元の素材の出版社や通信社に対して、GAFAに関連する権利（相当量のテキスト、写真またはビデオの再利用）の支払いを強制することを目的とした法律を可決した。同法は、欧州連合 (EU) のデジタル単一市場における著作権に関する指令の第15条を実施することを目的としている。 

## ギャラリー

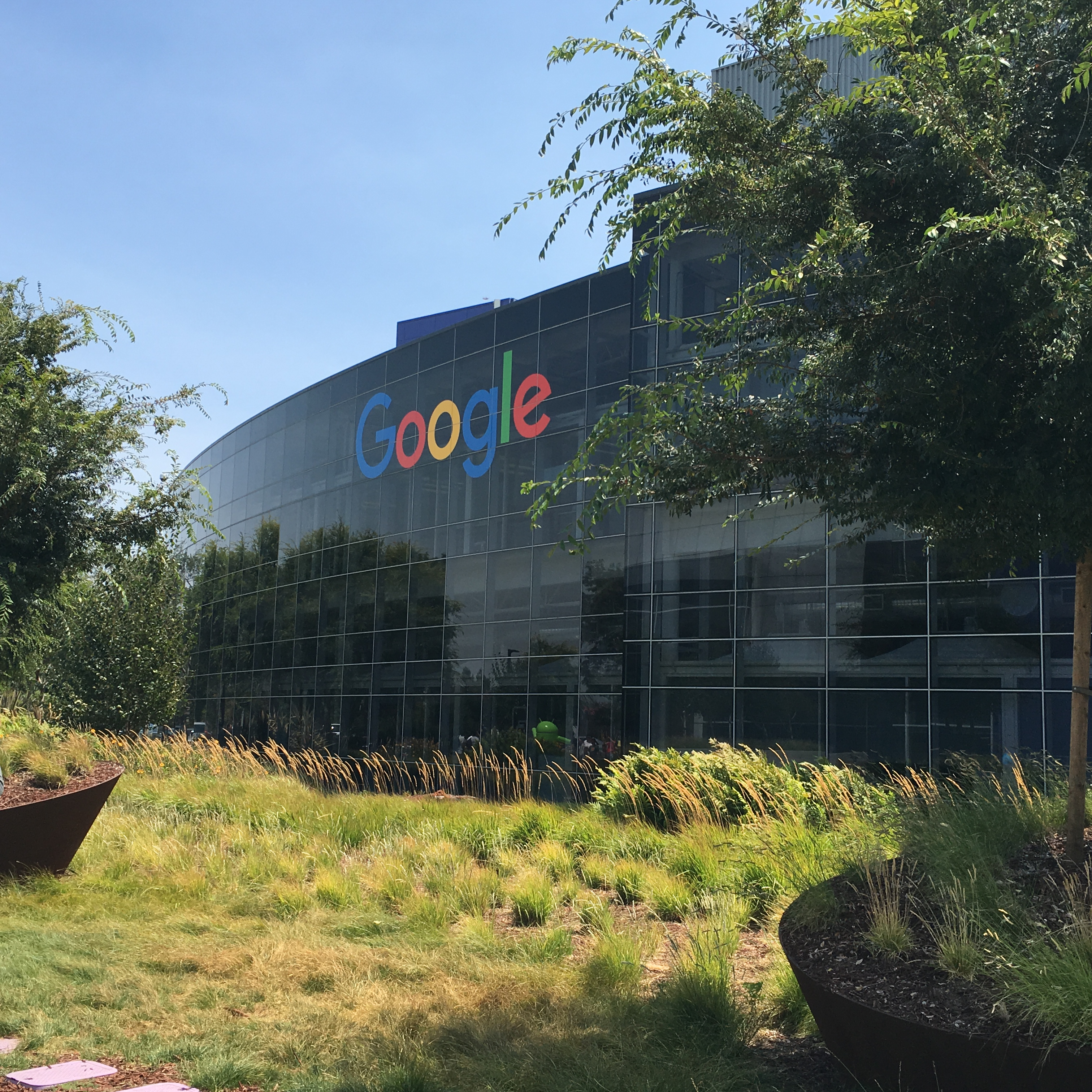
Alphabet (Google) 本社（カリフォルニア州マウンテンビュー）
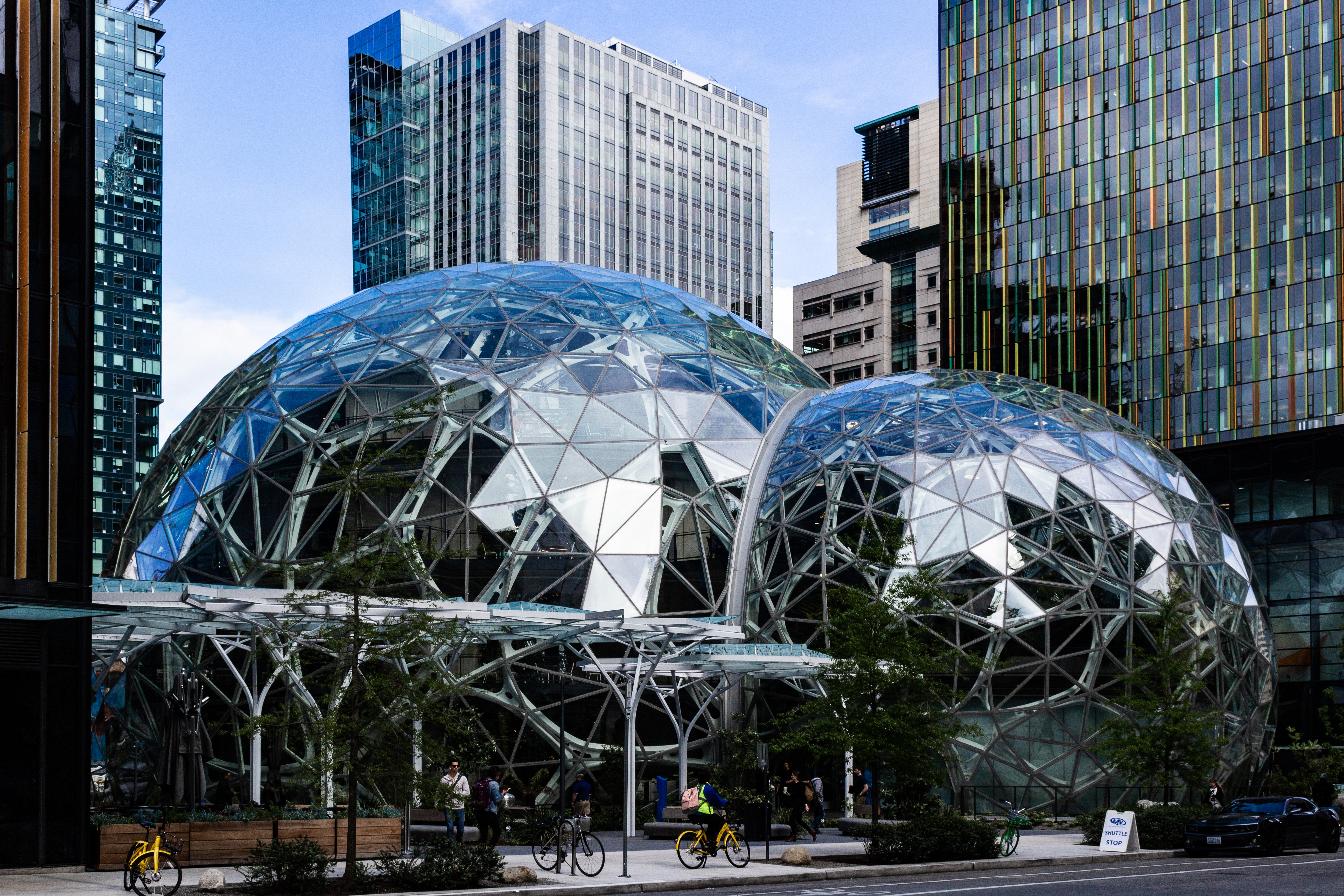
Amazon本社（ワシントン州 シアトル）
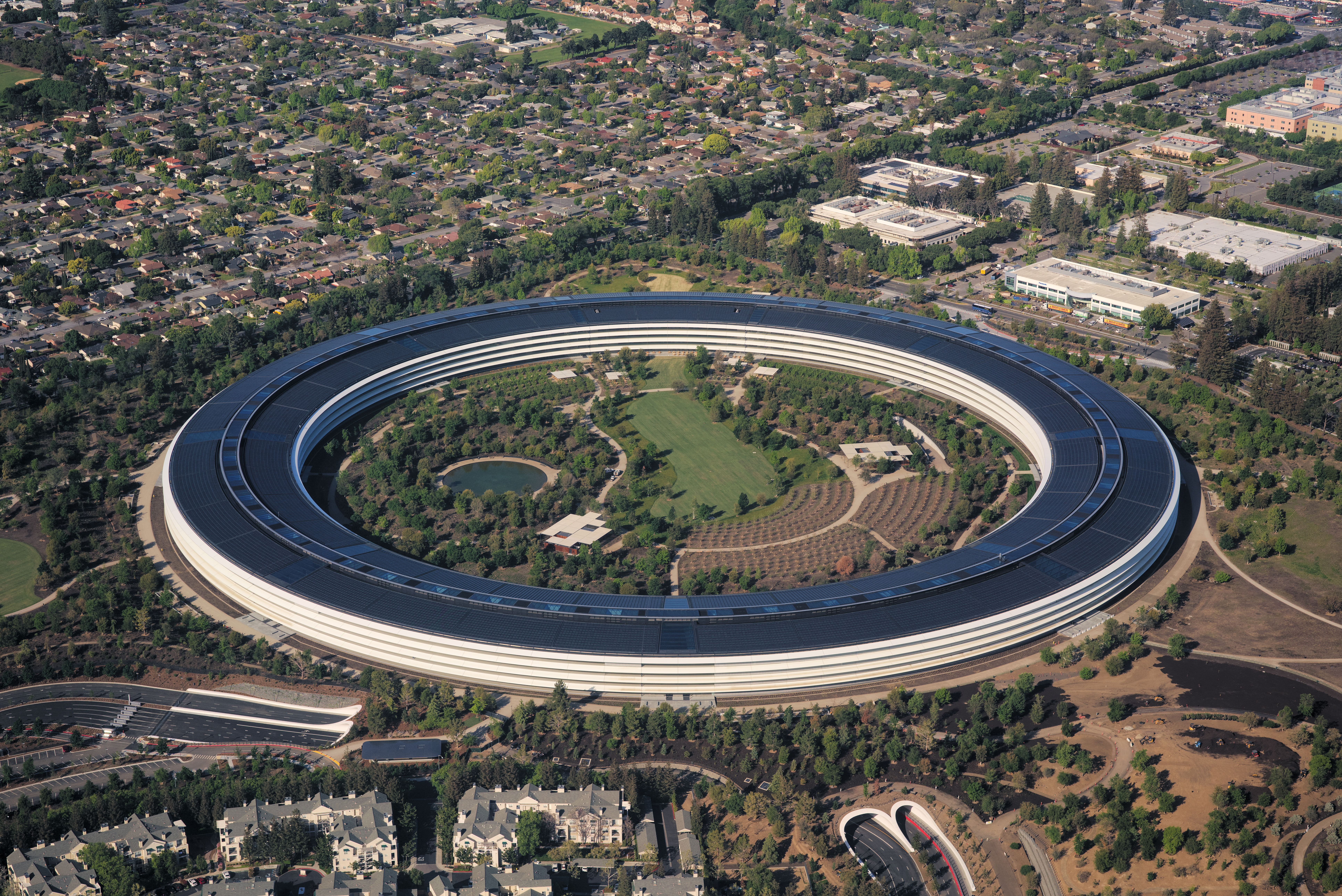
Apple本社のApple Park（カリフォルニア州 クパチーノ）
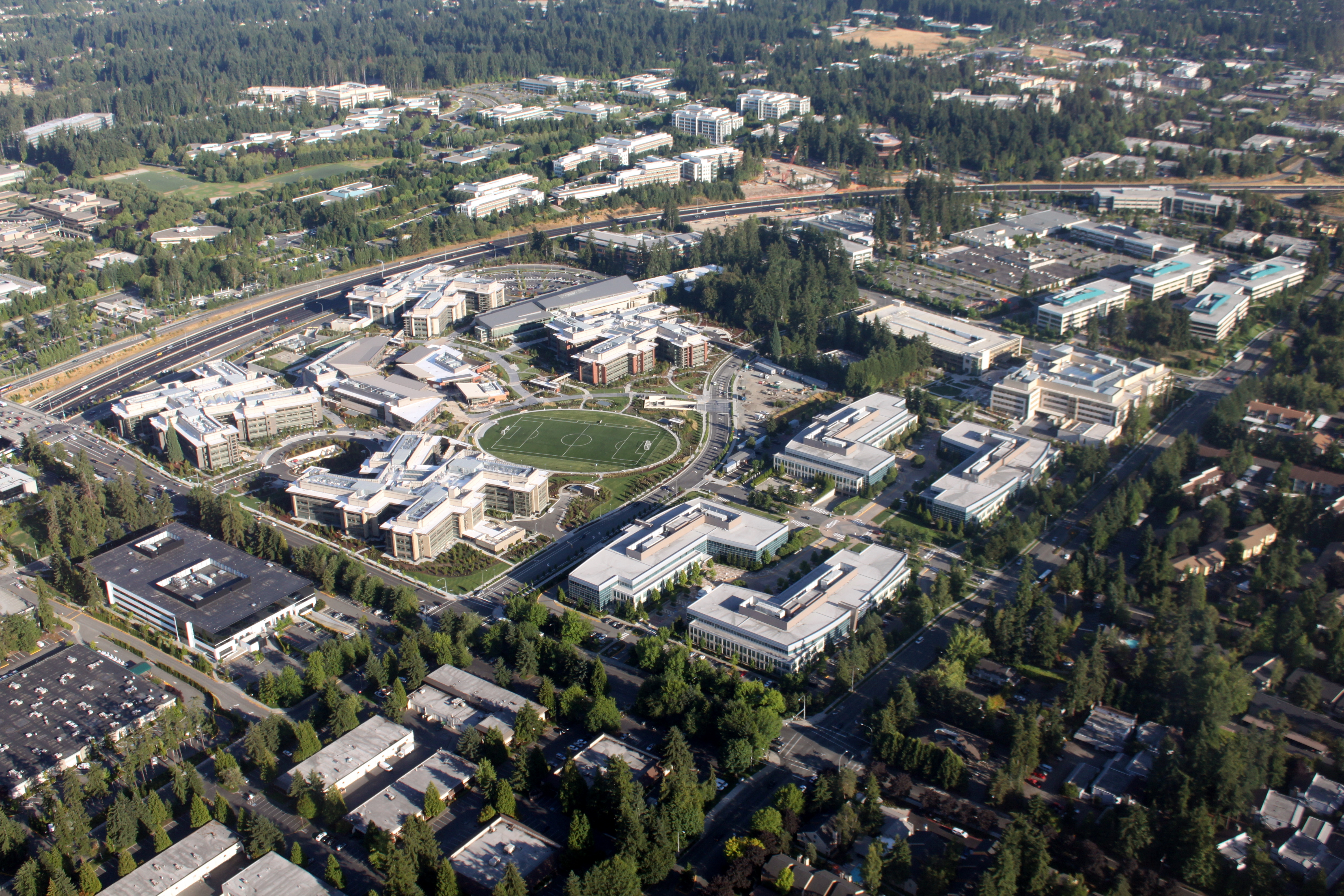
Microsoft本社（ワシントン州レドモンド）
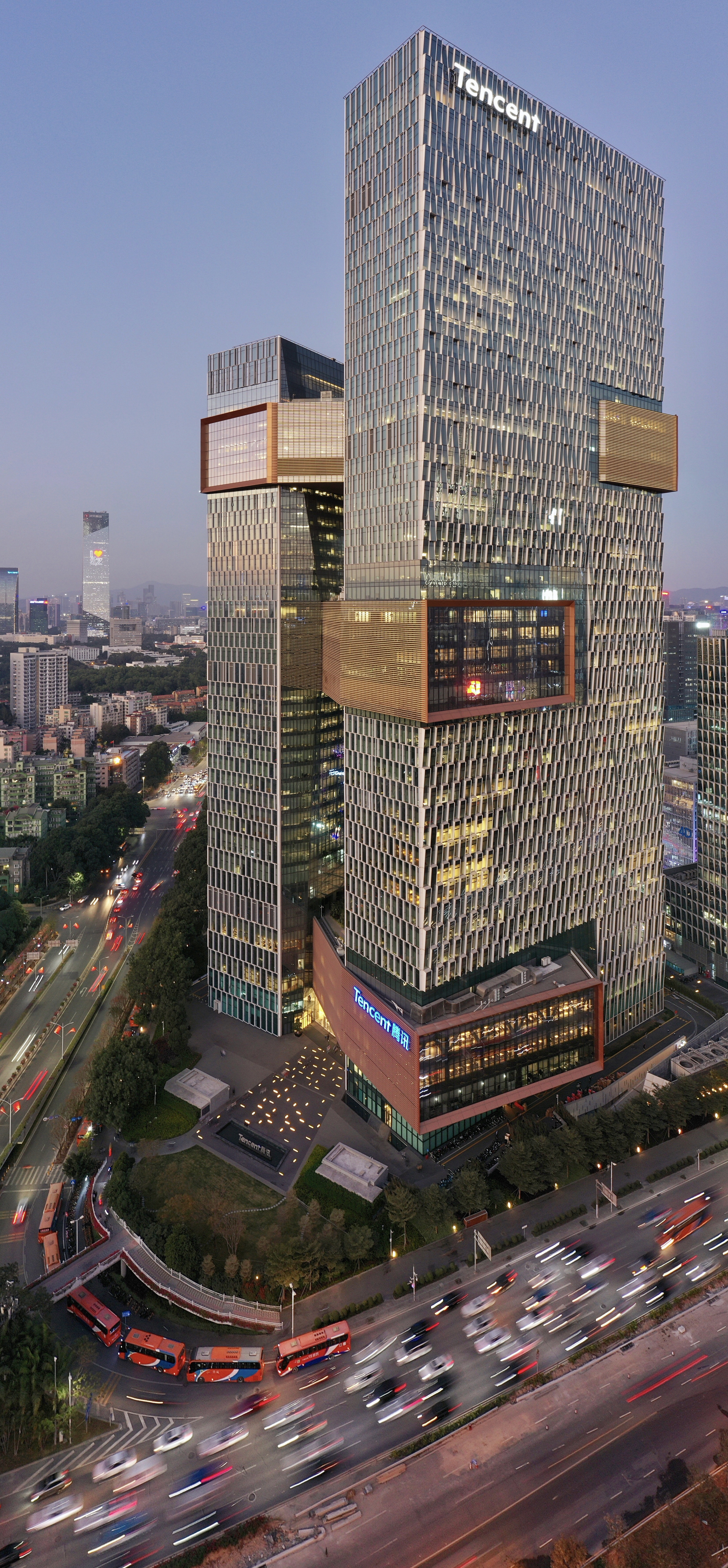
テンセント本社（広東省 深圳市）
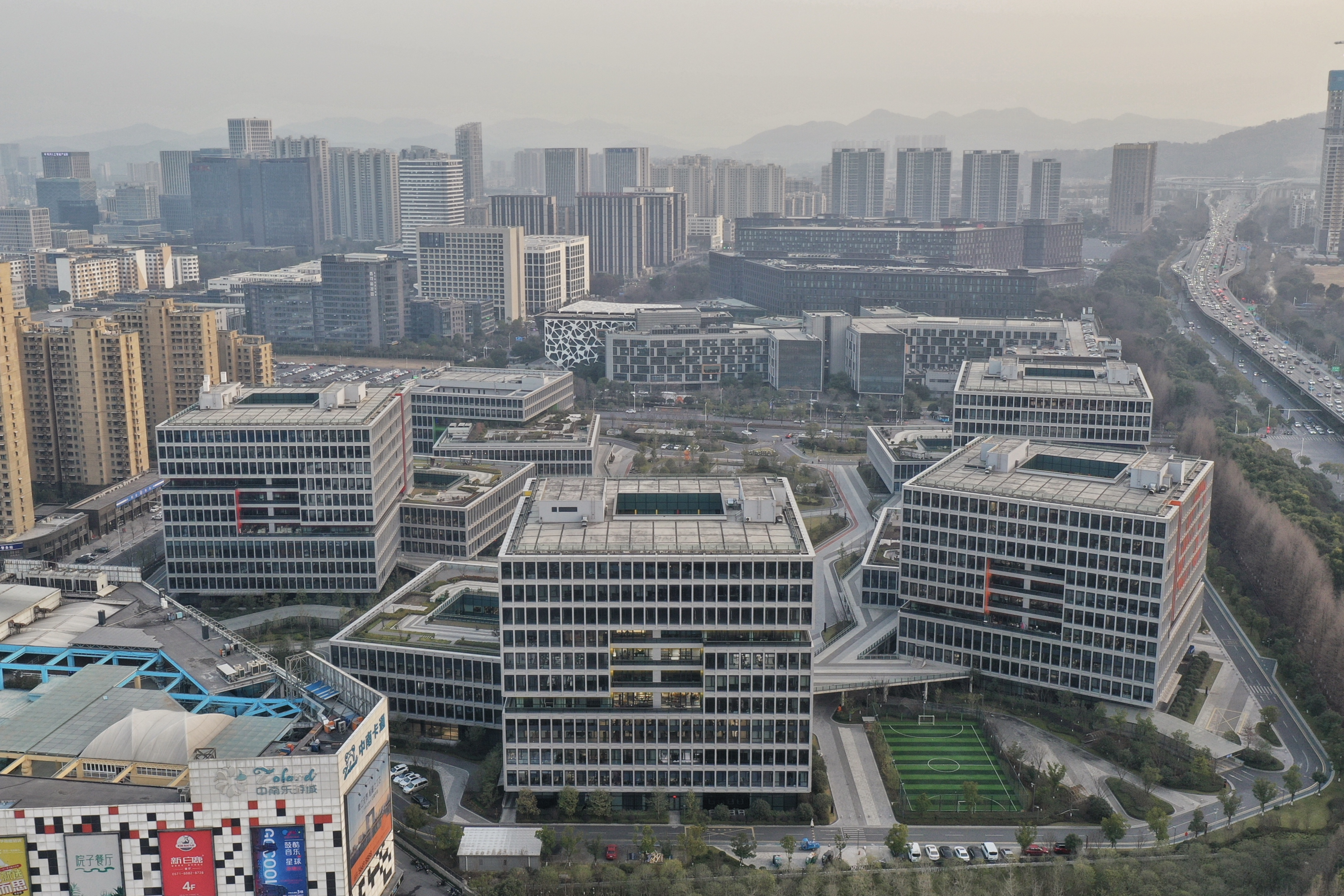
アリババ本社（浙江省 杭州市）
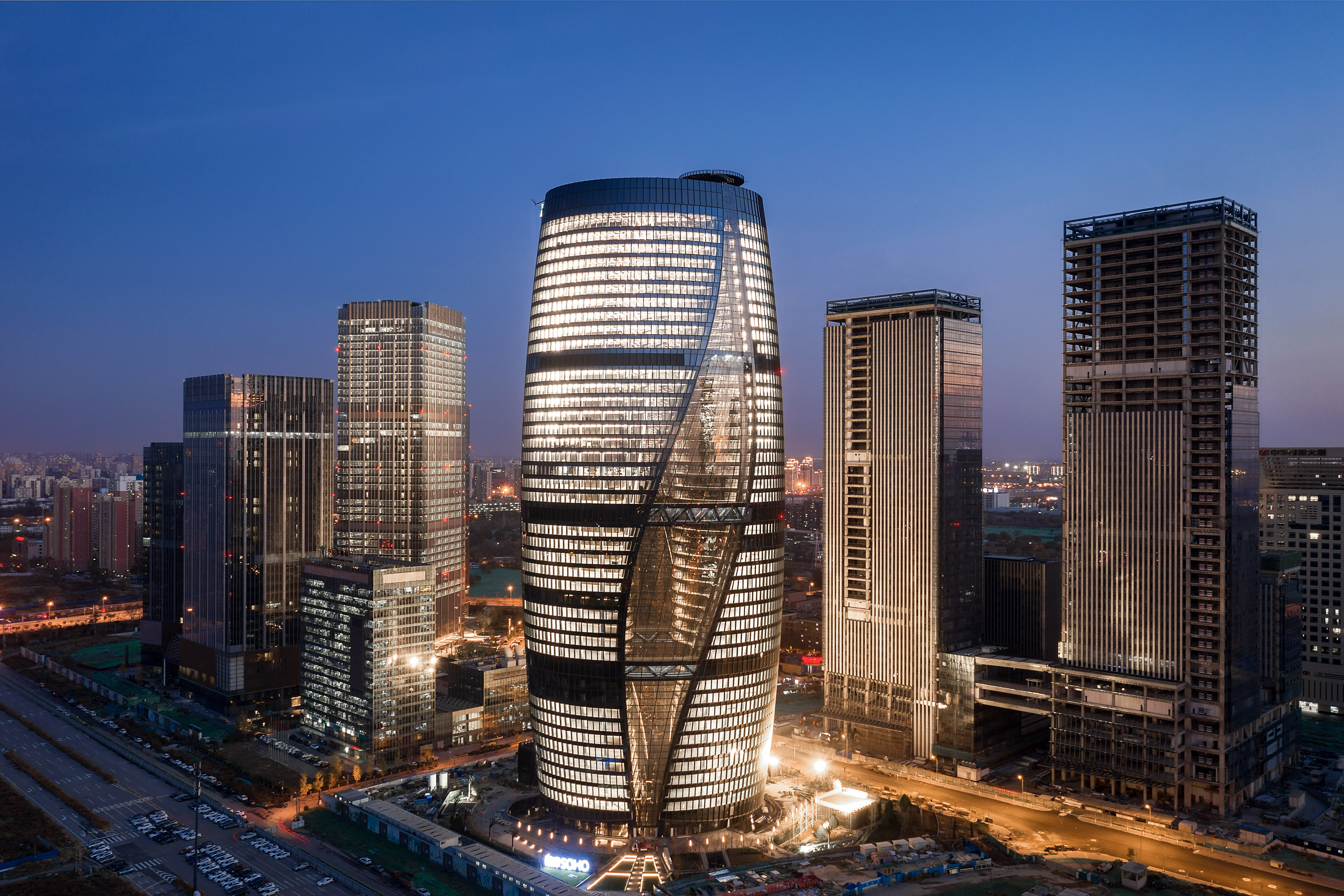
ファーウェイ中国本部（Leeza SOHO、北京市）